# リドル・トレック
リドル・トレック（Lidl-Trek）は、自転車ロードレースのプロチームで、最高カテゴリーであるUCIワールドチームの中の一つ。

## 概要
チームの正式な設立前は仮称として「ルクセンブルク・チーム・プロジェクト」と呼ばれていたが、2011年1月7日のチームプレゼンテーションで正式チーム名が「レオパード・トレック」と発表された。2010年シーズンをもってチーム・サクソバンクを離れたアンディ・シュレクを中心に、兄のフランク・シュレクなどを擁した新設のビッグチームである。バイクはスポンサーであるTREKを使用。他の主なスポンサーはメルセデス・ベンツのルクセンブルク支社やルクセンブルクの電力会社エノヴォスがあった。

### チーム結成の経緯
ブライアン・ナイガードがルクセンブルクを本拠地とするサイクルロードレースチーム立ち上げを発表。「ルクセンブルク・チーム・プロジェクト」の名前でUCIプロツアーライセンス取得。
サクソバンクに所属しているフランクとアンディのシュレク兄弟がサクソバンクから離れることを表明し、ツイッターでこの新チームのメンバーになることを宣言。
後に続々と所属選手が明らかになり、始動前のチームにもかかわらず所属選手の過去2年間の成績をもとに作成されたUCIランキングでトップに位置づけられるほど強力なメンバーラインナップとなった。
2012年シーズン、2011年シーズンまでのレオパード・トレックとチーム・レディオシャックが合併してチーム統合されることになり、レディオシャック、日産自動車(ニッサン)、トレックの3社を共同スポンサーとする、「レディオシャック・ニッサン・トレック」(レディオシャック・ニッサン)が誕生することになった。この際、レオパード・トレックのUCIワールドツアーライセンスを引き継ぐ事となったため、チーム・レディオシャックは解散した。
10月12日、ランス・アームストロングのドーピング疑惑との関連で、ゼネラル・マネージャーのヨハン・ブリュイネールを解雇。10月18日に新たにチーム・マネージャーとしてルカ・グエルチレーナが就任すると発表した。
2013年シーズン、日産自動車アメリカ法人がスポンサーから撤退し、チーム名は「レディオシャック・レオパード・トレック」となった。
2014年シーズン、レディオシャックがスポンサーから撤退し、「トレック・ファクトリー・レーシング」となる。
2016年シーズンより、イタリアのバールチェーン、セガフレード・ザネッティがサブスポンサーに加わり、「トレック・セガフレード」となった。
セガフレード・ザネッティは2023年シーズンでスポンサーから撤退するため、2023シーズンの途中で新たにスーパーマーケットチェーンのリドル社がスポンサーに加わり、男子チームは7月1日より「リドル・トレック」となった。

## 主な戦績

### 2011年
- ツアー・オブ・カタール　総合3位 ダニエーレ・ベンナーティ

### 2014年
- ツール・ド・サンルイス　区間2勝 ジュリアン・アレドンド、区間1勝 ジャコモ・ニッツォーロ

- ロンド・ファン・フラーンデレン　優勝 ファビアン・カンチェラーラ

- ジロ・デ・イタリア　区間1勝 ジュリアン・アレドンド、山岳賞（マリア・アッズーラ）ジュリアン・アレドンド

- オーストリア一周　区間1勝 ジェシー・サージェント、区間1勝 クリストフ・ファンデワル

- ツール・ド・ワロニー　区間1勝 ジャコモ・ニッツォーロ

- ツール・ド・ポローニュ　区間1勝 クリストフ・ファンデワル

- エネコ・ツアー　区間1勝 ジェシー・サージェント

### 2015年
- ティレーノ～アドリアティコ　区間優勝　ファビアン・カンチェラーラ（第7ステージ・ＩＴＴ）
- バスク一周　区間優勝　ファビアン・カンチェラーラ（第2ステージ・ＩＴＴ）
- アメリカ選手権　優勝　マシュー・ブシェ（ロードレース）
- ルクセンブルク選手権　優勝　ボブ・ユンゲルス（個人タイムトライアル、ロードレース）
- ブエルタ・ア・エスパーニャ　区間優勝　ジャスパー・ストゥイヴェン（第8）、ダニー・ファン・ポッペル（第12）、フランク・シュレク（第16）

### 2016年
- オーストラリア選手権　優勝　ジャック・ボブリッジ（ロードレース）
- ティレーノ～アドリアティコ　区間優勝　ファビアン・カンチェラーラ（第7ステージ・ＩＴＴ）
- ツール・ド・スイス　区間優勝　ファビアン・カンチェラーラ（第1ステージ・ＩＴＴ）
- スイス選手権　優勝　ファビアン・カンチェラーラ（個人タイムトライアル）
- ツール・ド・ポローニュ　区間優勝　ニコロ・ボニファツィオ（第3ステージ）
- クラシカ・サンセバスティアン　優勝　パウケ・モレマ

### 2017年
- コロンビア選手権　優勝 ハルリンソン・パンタノ（個人タイムトライアル）
- ツール・ド・ロマンディ　区間優勝　ファビオ・フェリーネ（プロローグ）
- ハンマー・シリーズ リンブルフ　区間優勝（第2ステージ・ハンマースプリント）
- ポルトガル選手権　優勝　ルーベン・ゲレイロ（ロードレース）
- デンマーク選手権　優勝　マッズ・ペデルセン（ロードレース）
- ツール・ド・フランス　区間優勝　バウケ・モレマ（第15ステージ）
- ブエルタ・ア・エスパーニャ　区間優勝　アルベルト・コンタドール（第20ステージ）
- ビンクバンク・ツアー　区間優勝　エドワード・トゥーンス（第4ステージ）、ジャスパー・ストゥイヴェン（第7ステージ）

### 2018年
- ボルタ・シクリスタ・ア・カタルーニャ　区間優勝　ハルリンソン・パンタノ（第5ステージ）
- ツアー・オブ・カリフォルニア　 山岳賞　トムス・スクインス（第3ステージ優勝）
- エチオピア選手権　優勝　ツガブ・グルマイ（個人タイムトライアル）
- アイルランド選手権　優勝　ライアン・ミューレン（個人タイムトライアル）
- ラトビア選手権　優勝　トムス・スクインス（個人タイムトライアル）
- ツール・ド・フランス　区間優勝　ジョン・デゲンコルプ（第9ステージ）
- ビンクバンク・ツアー　区間優勝　ジャスパー・ストゥイヴェン（第4ステージ）

### 2019年
- ツアー・ダウンアンダー　区間優勝　リッチー・ポート（第6ステージ）
- ジロ・デ・イタリア　 山岳賞　ジュリオ・チッコーネ（16ステージ優勝）
- 世界選手権　優勝　マッズ・ペデルセン（個人ロードレース）
- イル・ロンバルディア　優勝　バウケ・モレマ

### 2020年
- ツアー・ダウンアンダー　 総合優勝 リッチー・ポート（第3ステージ優勝）
- オムロープ・ヘット・ニウスブラット　優勝　ジャスパー・ストゥイヴェン
- ツール・ド・ポローニュ　区間優勝　マス・ピーダスン（第2ステージ）
- ビンクバンク・ツアー　区間優勝　マス・ピーダスン（第3ステージ）
- ヘント〜ウェヴェルヘム　優勝　マス・ピーダスン

### 2021年
- ミラノ〜サンレモ 優勝 ジャスパー・ストゥイヴェン
- ラトビア選手権 優勝 トムス・スクインス（個人タイムトライアル、ロードレース）
- ツール・ド・フランス 区間優勝 バウケ・モレマ（第14ステージ）
- アイルランド選手権 優勝 ライアン・ミューレン（個人タイムトライアル、ロードレース）

## 2022年陣容
2022年6月29日更新
| 選手名                             | 国籍           | 生年月日               | 前年所属チーム                           |
| ---------------------------------- | -------------- | ---------------------- | ---------------------------------------- |
| ヨン・アベラストゥリ               | スペイン       | 1989年3月28日（35歳）  | カハ・ルラル＝セグロス RGA               |
| フィリッポ・バロンチーニ           | イタリア       | 2000年8月26日（24歳）  | Team Colpack–Ballan                      |
| ジュリアン・ベルナール             | フランス       | 1992年3月17日（32歳）  |                                          |
| ジャンルーカ・ブランビッラ         | イタリア       | 1987年8月22日（37歳）  |                                          |
| マルク・ブルステンガ               | スペイン       | 1999年9月4日（25歳）   | カハ・ルラル＝セグロス RGA               |
| ダリオ・カタルド                   | イタリア       | 1985年3月17日（39歳）  | モビスター・チーム                       |
| ジュリオ・チッコーネ               | イタリア       | 1994年12月20日（30歳） |                                          |
| ヤコブ・イーイホルム               | デンマーク     | 1998年4月27日（26歳）  |                                          |
| ケニー・エリッソンド               | フランス       | 1991年7月22日（33歳）  |                                          |
| トニー・ガロパン                   | フランス       | 1988年5月24日（36歳）  | AG2R・シトロエン・チーム                 |
| アマヌエル・ゲブレイグザブハイアー | エリトリア     | 1994年8月17日（30歳）  |                                          |
| アスビャアン・ヘレモーセ           | デンマーク     | 1999年1月15日（26歳）  | VC Mendrisio                             |
| マークス・ヘルゴー                 | ノルウェー     | 1994年10月4日（30歳）  | Uno-X Pro Cycling Team                   |
| ダーン・ホーレ                     | オランダ       | 1999年2月22日（26歳）  | SEG Racing Academy                       |
| アレクサンダー・カンプ             | デンマーク     | 1993年12月14日（31歳） |                                          |
| アレックス・キルシュ               | ルクセンブルク | 1992年6月12日（32歳）  |                                          |
| エミルス・リエピンス               | ラトビア       | 1992年10月29日（32歳） |                                          |
| フアンペドロ・ロペス               | スペイン       | 1997年7月31日（27歳）  |                                          |
| バウケ・モレマ                     | オランダ       | 1986年11月26日（38歳） |                                          |
| ジャコポ・モスカ                   | イタリア       | 1993年8月29日（31歳）  |                                          |
| マッテオ・モスケッティ             | イタリア       | 1996年8月14日（28歳）  |                                          |
| マッズ・ピーダスン                 | デンマーク     | 1995年12月18日（29歳） |                                          |
| シモン・ペロー                     | スイス         | 1992年11月6日（32歳）  | アンドローニ・ジョカットーリ・シデルメク |
| クイン・シモンズ                   | アメリカ合衆国 | 2001年5月8日（23歳）   |                                          |
| マチアス・スケルモース・イェンセン | デンマーク     | 2000年9月26日（24歳）  |                                          |
| トムス・スクインス                 | ラトビア       | 1991年6月15日（33歳）  |                                          |
| ジャスパー・ストゥイヴェン         | ベルギー       | 1992年4月17日（32歳）  |                                          |
| エドワード・トゥーンス             | ベルギー       | 1991年4月30日（33歳）  |                                          |
| アントニオ・チベリ                 | イタリア       | 2001年6月24日（23歳）  |                                          |
| アントワン・トルーク               | オランダ       | 1994年4月29日（30歳）  | チーム・ユンボ・ヴィスマ                 |
| オットー・ヴェエルハールデ         | ベルギー       | 1994年7月15日（30歳）  | アルペシン・フェニックス                 |

## 歴代陣容
| 2021年陣容                         | 2021年陣容     | 2021年陣容             | 2021年陣容          |
| 選手名                             | 国籍           | 生年月日               | 前年所属チーム      |
| ---------------------------------- | -------------- | ---------------------- | ------------------- |
| ジュリアン・ベルナール             | フランス       | 1992年3月17日（32歳）  |                     |
| ジャンルーカ・ブランビッラ         | イタリア       | 1987年8月22日（37歳）  |                     |
| ジュリオ・チッコーネ               | イタリア       | 1994年12月20日（30歳） |                     |
| ニコラ・コンチ                     | イタリア       | 1997年1月5日（28歳）   |                     |
| クーン・デコルト                   | オランダ       | 1982年9月8日（42歳）   |                     |
| ニクラス・エイ                     | デンマーク     | 1995年1月6日（30歳）   |                     |
| ヤコブ・イーイホルム               | デンマーク     | 1998年4月27日（26歳）  | Hagens Berman Axeon |
| ケニー・エリッソンド               | フランス       | 1991年7月22日（33歳）  |                     |
| アマヌエル・ゲブレイグザブハイアー | エリトリア     | 1994年8月17日（30歳）  | NTTプロサイクリング |
| アレクサンダー・カンプ             | デンマーク     | 1993年12月14日（31歳） |                     |
| アレックス・キルシュ               | ルクセンブルク | 1992年6月12日（32歳）  |                     |
| エミルス・リエピンス               | ラトビア       | 1992年10月29日（32歳） |                     |
| フアン・ロペス                     | スペイン       | 1997年7月31日（27歳）  |                     |
| バウケ・モレマ                     | オランダ       | 1986年11月26日（38歳） |                     |
| ジャコポ・モスカ                   | イタリア       | 1993年8月29日（31歳）  |                     |
| マッテオ・モスケッティ             | イタリア       | 1996年8月14日（28歳）  |                     |
| ライアン・ミューレン               | アイルランド   | 1994年8月7日（30歳）   |                     |
| アントニオ・ニバリ                 | イタリア       | 1992年9月23日（32歳）  |                     |
| ヴィンチェンツォ・ニバリ           | イタリア       | 1984年11月14日（40歳） |                     |
| マッズ・ピーダスン                 | デンマーク     | 1995年12月18日（29歳） |                     |
| チャーリー・クオーターマン         | イギリス       | 1998年9月6日（26歳）   |                     |
| キール・レイネン                   | アメリカ合衆国 | 1986年6月1日（38歳）   |                     |
| ミヘル・リース                     | アメリカ合衆国 | 1998年3月11日（27歳）  |                     |
| クイン・シモンズ                   | アメリカ合衆国 | 2001年5月8日（23歳）   |                     |
| マチアス・スケルモース・イェンセン | デンマーク     | 2000年9月26日（24歳）  |                     |
| トムス・スクインス                 | ラトビア       | 1991年6月15日（33歳）  |                     |
| ジャスパー・ストゥイヴェン         | ベルギー       | 1992年4月17日（32歳）  |                     |
| エドワード・トゥーンス             | ベルギー       | 1991年4月30日（33歳）  |                     |
| アントニオ・チベリ                 | イタリア       | 2001年6月24日（23歳）  |                     |

| 2020年陣容                                   | 2020年陣容     | 2020年陣容             | 2020年陣容                   |
| 選手名                                       | 国籍           | 生年月日               | 前年所属チーム               |
| -------------------------------------------- | -------------- | ---------------------- | ---------------------------- |
| ジュリアン・ベルナール                       | フランス       | 1992年3月17日（32歳）  |                              |
| ジャンルーカ・ブランビッラ                   | イタリア       | 1987年8月22日（37歳）  |                              |
| ジュリオ・チッコーネ                         | イタリア       | 1994年12月20日（30歳） |                              |
| ウィリアム・クラーク                         | イタリア       | 1987年8月22日（37歳）  |                              |
| ニコラ・コンチ                               | イタリア       | 1997年1月5日（28歳）   |                              |
| クーン・デコルト                             | オランダ       | 1982年9月8日（42歳）   |                              |
| ニクラス・エイ                               | デンマーク     | 1995年1月6日（30歳）   |                              |
| ケニー・エリッソンド                         | フランス       | 1991年7月22日（33歳）  | チーム・イネオス             |
| アレッサンドロ・ファンチェル (8/1から)       | イタリア       | 2000年4月24日（24歳）  | Kometa Xstra Cycling Team    |
| アレクサンダー・カンプ                       | デンマーク     | 1993年12月14日（31歳） | Riwal–Readynez Cycling Team  |
| アレックス・キルシュ                         | ルクセンブルク | 1992年6月12日（32歳）  |                              |
| エミルス・リエピンス                         | ラトビア       | 1992年10月29日（32歳） | Wallonie Bruxelles           |
| フアン・ロペス                               | スペイン       | 1997年7月31日（27歳）  | Kometa Cycling Team          |
| バウケ・モレマ                               | オランダ       | 1986年11月26日（38歳） |                              |
| ジャコポ・モスカ                             | イタリア       | 1993年8月29日（31歳）  | D'Amico–UM Tools             |
| マッテオ・モスケッティ                       | イタリア       | 1996年8月14日（28歳）  |                              |
| ライアン・ミューレン                         | アイルランド   | 1994年8月7日（30歳）   |                              |
| アントニオ・ニバリ                           | イタリア       | 1992年9月23日（32歳）  | バーレーン・メリダ           |
| ヴィンチェンツォ・ニバリ                     | イタリア       | 1984年11月14日（40歳） | バーレーン・メリダ           |
| マッズ・ピーダスン                           | デンマーク     | 1995年12月18日（29歳） |                              |
| リッチー・ポート                             | オーストラリア | 1985年1月30日（40歳）  |                              |
| チャーリー・クオーターマン                   | イギリス       | 1998年9月6日（26歳）   | Holdsworth–Zappi             |
| キール・レイネン                             | アメリカ合衆国 | 1986年6月1日（38歳）   |                              |
| ミヘル・リース                               | アメリカ合衆国 | 1998年3月11日（27歳）  | Kometa Cycling Team          |
| クイン・シモンズ                             | アメリカ合衆国 | 2001年5月8日（23歳）   | Lux–Strading p/b Specialized |
| マチアス・スケルモース・イェンセン (8/1から) | デンマーク     | 2000年9月26日（24歳）  | IBT-Ridley Sydkisten         |
| トムス・スクインス                           | ラトビア       | 1991年6月15日（33歳）  |                              |
| ジャスパー・ストゥイヴェン                   | ベルギー       | 1992年4月17日（32歳）  |                              |
| エドワード・トゥーンス                       | ベルギー       | 1991年4月30日（33歳）  |                              |
| アントニオ・チベリ (8/1から)                 | イタリア       | 2001年6月24日（23歳）  | Team Colpack–Ballan          |
| ピーター・ウェーニング (6/5から)             | オランダ       | 1981年4月5日（43歳）   | ルームポット・シャルル       |

| 2019年陣容                 | 2019年陣容       | 2019年陣容             | 2019年陣容                               |
| 選手名                     | 国籍             | 生年月日               | 前年所属チーム                           |
| -------------------------- | ---------------- | ---------------------- | ---------------------------------------- |
| 別府史之                   | 日本             | 1983年4月10日（41歳）  |                                          |
| ジュリアン・ベルナール     | フランス         | 1992年3月17日（32歳）  |                                          |
| ジャンルーカ・ブランビッラ | イタリア         | 1987年8月22日（37歳）  |                                          |
| ジュリオ・チッコーネ       | イタリア         | 1994年12月20日（30歳） | バルディアーニ・CSF                      |
| ウィリアム・クラーク       | イタリア         | 1987年8月22日（37歳）  | EFエドゥケーションファースト・ドラパック |
| ニコラ・コンチ             | イタリア         | 1997年1月5日（28歳）   |                                          |
| クーン・デコルト           | オランダ         | 1982年9月8日（42歳）   |                                          |
| ヨーン・デーゲンコルプ     | ドイツ           | 1989年1月7日（36歳）   |                                          |
| ニクラス・イーグ           | デンマーク       | 1995年1月6日（30歳）   |                                          |
| ファビオ・フェリーネ       | イタリア         | 1990年3月29日（34歳）  |                                          |
| アレックス・フレーム       | ニュージーランド | 1993年6月18日（31歳）  |                                          |
| ミヒャエル・ゴーグル       | オーストリア     | 1993年11月4日（31歳）  |                                          |
| マルケル・イリサール       | スペイン         | 1980年2月5日（45歳）   |                                          |
| アレックス・キルシュ       | ルクセンブルク   | 1992年6月12日（32歳）  | WBアクアプロテクト・ヴェランクラシック   |
| バウケ・モレマ             | オランダ         | 1986年11月26日（38歳） |                                          |
| マッテオ・モスケッティ     | イタリア         | 1996年8月14日（28歳）  | ポラテック・コメタ                       |
| ライアン・ミューレン       | アイルランド     | 1994年8月7日（30歳）   |                                          |
| ハルリンソン・パンタノ     | コロンビア       | 1988年11月19日（36歳） |                                          |
| マッズ・ペデルセン         | デンマーク       | 1995年12月18日（29歳） |                                          |
| リッチー・ポート           | オーストラリア   | 1985年1月30日（40歳）  | BMCレーシングチーム                      |
| キール・レイネン           | アメリカ合衆国   | 1986年6月1日（38歳）   |                                          |
| トムス・スクインス         | ラトビア         | 1991年6月15日（33歳）  |                                          |
| ピーター・ステティーナ     | アメリカ合衆国   | 1987年8月8日（37歳）   |                                          |
| ジャスパー・ストゥイヴェン | ベルギー         | 1992年4月17日（32歳）  |                                          |
| エドワード・トゥーンス     | ベルギー         | 1991年4月30日（33歳）  | チーム・サンウェブ                       |

| 2018年陣容                 | 2018年陣容       | 2018年陣容             | 2018年陣容                               | 2018年陣容 |
| 選手名                     | 国籍             | 生年月日               | 前年所属チーム                           |            |
| -------------------------- | ---------------- | ---------------------- | ---------------------------------------- | ---------- |
| エウジェニオ・アラファーチ | イタリア         | 1990年8月9日（34歳）   |                                          |            |
| 別府史之                   | 日本             | 1983年4月10日（41歳）  |                                          |            |
| ジュリアン・ベルナール     | フランス         | 1992年3月17日（32歳）  |                                          |            |
| ジャンルーカ・ブランビッラ | イタリア         | 1987年8月22日（37歳）  | クイックステップ・フロアーズ             |            |
| マティアス・ブランドル     | オーストリア     | 1989年12月7日（35歳）  |                                          |            |
| ニコラ・コンチ             | イタリア         | 1997年1月5日（28歳）   | ザルフ・ユーロモービル・デジレフィオール |            |
| グレゴリー・ダニエル       | アメリカ合衆国   | 1994年11月8日（30歳）  |                                          |            |
| クーン・デコルト           | オランダ         | 1982年9月8日（42歳）   |                                          |            |
| ヨーン・デーゲンコルプ     | ドイツ           | 1989年1月7日（36歳）   |                                          |            |
| ローラン・ディディエ       | ルクセンブルク   | 1984年7月19日（40歳）  |                                          |            |
| ニクラス・イーグ           | デンマーク       | 1995年1月6日（30歳）   | チーム ヴィルトゥサイクリング            |            |
| ファビオ・フェリーネ       | イタリア         | 1990年3月29日（34歳）  |                                          |            |
| アレックス・フレーム       | ニュージーランド | 1993年6月18日（31歳）  | JLT・コンドール                          |            |
| ミヒャエル・ゴーグル       | オーストリア     | 1993年11月4日（31歳）  |                                          |            |
| ツガブ・グルマイ           | エチオピア       | 1991年8月25日（33歳）  | バーレーン・メリダ                       |            |
| ルーベン・ゲレイロ         | ポルトガル       | 1994年7月6日（30歳）   |                                          |            |
| マルケル・イリサール       | スペイン         | 1980年2月5日（45歳）   |                                          |            |
| バウケ・モレマ             | オランダ         | 1986年11月26日（38歳） |                                          |            |
| ライアン・ミューレン       | アイルランド     | 1994年8月7日（30歳）   | キャノンデール・ドラパック               |            |
| ジャコモ・ニッツォーロ     | イタリア         | 1989年1月30日（36歳）  |                                          |            |
| ハルリンソン・パンタノ     | コロンビア       | 1988年11月19日（36歳） |                                          |            |
| マッズ・ペデルセン         | デンマーク       | 1995年12月18日（29歳） |                                          |            |
| グレゴリー・ラスト         | スイス           | 1980年1月17日（45歳）  |                                          |            |
| キール・レイネン           | アメリカ合衆国   | 1986年6月1日（38歳）   |                                          |            |
| トムス・スクインス         | ラトビア         | 1991年6月15日（33歳）  | キャノンデール・ドラパック               |            |
| ピーター・ステティーナ     | アメリカ合衆国   | 1987年8月8日（37歳）   |                                          |            |
| ジャスパー・ストゥイヴェン | ベルギー         | 1992年4月17日（32歳）  |                                          |            |
| ボーイ・ファン・ポッペル   | オランダ         | 1988年1月18日（37歳）  |                                          |            |

| 2017年陣容                 | 2017年陣容     | 2017年陣容             | 2017年陣容                       | 2017年陣容                                   |
| 選手名                     | 国籍           | 生年月日               | 前年所属チーム                   | 翌年所属チーム                               |
| -------------------------- | -------------- | ---------------------- | -------------------------------- | -------------------------------------------- |
| エウジェニオ・アラファーチ | イタリア       | 1990年8月9日（34歳）   |                                  |                                              |
| 別府史之                   | 日本           | 1983年4月10日（41歳）  |                                  |                                              |
| ジュリアン・ベルナール     | フランス       | 1992年3月17日（32歳）  |                                  |                                              |
| マティアス・ブランドル     | オーストリア   | 1989年12月7日（35歳）  | IAMサイクリング                  |                                              |
| アンドレ・カルドソ         | ポルトガル     | 1984年9月4日（40歳）   | キャノンデール・ドラパック       | 未定                                         |
| マルコ・コレダーン         | イタリア       | 1988年8月22日（36歳）  |                                  | ウィリエールトリエスティーナ・セッレイタリア |
| アルベルト・コンタドール   | スペイン       | 1982年12月6日（42歳）  | ティンコフ                       | 引退                                         |
| グレゴリー・ダニエル       | アメリカ合衆国 | 1994年11月8日（30歳）  | アクセオン・ヘーゲンズバーマン   |                                              |
| クーン・デコルト           | オランダ       | 1982年9月8日（42歳）   | ジャイアント・アルペシン         |                                              |
| ヨーン・デーゲンコルプ     | ドイツ         | 1989年1月7日（36歳）   | ジャイアント・アルペシン         |                                              |
| ローラン・ディディエ       | ルクセンブルク | 1984年7月19日（40歳）  |                                  |                                              |
| ファビオ・フェリーネ       | イタリア       | 1990年3月29日（34歳）  |                                  |                                              |
| ミヒャエル・ゴーグル       | オーストリア   | 1993年11月4日（31歳）  | ティンコフ                       |                                              |
| ルーベン・ゲレイロ         | ポルトガル     | 1994年7月6日（30歳）   | アクセオン・ヘーゲンズバーマン   |                                              |
| ヘスース・エルナーンデス   | スペイン       | 1981年9月28日（43歳）  | ティンコフ                       | 引退                                         |
| マルケル・イリサール       | スペイン       | 1980年2月5日（45歳）   |                                  |                                              |
| バウケ・モレマ             | オランダ       | 1986年11月26日（38歳） |                                  |                                              |
| ジャコモ・ニッツォーロ     | イタリア       | 1989年1月30日（36歳）  |                                  |                                              |
| ハルリンソン・パンタノ     | コロンビア     | 1988年11月19日（36歳） | IAMサイクリング                  |                                              |
| マッズ・ペデルセン         | デンマーク     | 1995年12月18日（29歳） | シュテルティングサービスグループ |                                              |
| グレゴリー・ラスト         | スイス         | 1980年1月17日（45歳）  |                                  |                                              |
| キール・レイネン           | アメリカ合衆国 | 1986年6月1日（38歳）   |                                  |                                              |
| ピーター・ステティーナ     | アメリカ合衆国 | 1987年8月8日（37歳）   |                                  |                                              |
| ジャスパー・ストゥイヴェン | ベルギー       | 1992年4月17日（32歳）  |                                  |                                              |
| エドワード・トゥーンス     | ベルギー       | 1991年4月30日（33歳）  |                                  | チーム・サンウェブ                           |
| ボーイ・ファン・ポッペル   | オランダ       | 1988年1月18日（37歳）  |                                  |                                              |
| アイマル・スベルディア     | スペイン       | 1977年4月1日（47歳）   |                                  | 引退                                         |

| 2016年陣容                 | 2016年陣容     | 2016年陣容             | 2016年陣容                                | 2016年陣容                    |
| 選手名                     | 国籍           | 生年月日               | 前年所属チーム                            | 翌年所属チーム                |
| -------------------------- | -------------- | ---------------------- | ----------------------------------------- | ----------------------------- |
| エウジェニオ・アラファーチ | イタリア       | 1990年8月9日（34歳）   |                                           |                               |
| ジュリアン・アレドンド     | コロンビア     | 1988年7月30日（36歳）  |                                           | NIPPO・ヴィーニファンティーニ |
| 別府史之                   | 日本           | 1983年4月10日（41歳）  |                                           |                               |
| ジュリアン・ベルナール     | フランス       | 1992年3月17日（32歳）  | SCOディジョン（アマチュア）               |                               |
| ジャック・ボブリッジ       | オーストラリア | 1989年7月13日（35歳）  | チーム バジェットフォークリフツ           | 引退                          |
| ニコロ・ボニファツィオ     | イタリア       | 1993年10月29日（31歳） | ランプレ・メリダ                          | バーレーン・メリダ            |
| ファビアン・カンチェラーラ | スイス         | 1981年3月18日（43歳）  |                                           | 引退                          |
| マルコ・コレダーン         | イタリア       | 1988年8月22日（36歳）  |                                           |                               |
| ステイン・デヴォルデル     | ベルギー       | 1979年8月29日（45歳）  |                                           | ヴェランダス・ウィレムス      |
| ローラン・ディディエ       | ルクセンブルク | 1984年7月19日（40歳）  |                                           |                               |
| ファビオ・フェリーネ       | イタリア       | 1990年3月29日（34歳）  |                                           |                               |
| ライダー・ヘシェダル       | カナダ         | 1990年3月29日（34歳）  | チーム・キャノンデール・ガーミン          | 引退                          |
| マルケル・イリサール       | スペイン       | 1980年2月5日（45歳）   |                                           |                               |
| バウケ・モレマ             | オランダ       | 1986年11月26日（38歳） |                                           |                               |
| ジャコモ・ニッツォーロ     | イタリア       | 1989年1月30日（36歳）  |                                           |                               |
| ヤロスラフ・ポポヴィッチ   | ウクライナ     | 1980年1月4日（45歳）   |                                           | 引退                          |
| グレゴリー・ラスト         | スイス         | 1980年1月17日（45歳）  |                                           |                               |
| キール・レイネン           | アメリカ合衆国 | 1986年6月1日（38歳）   | ユナイテッドヘルスケア                    |                               |
| フランク・シュレク         | ルクセンブルク | 1980年4月15日（44歳）  |                                           | 引退                          |
| ピーター・ステティーナ     | アメリカ合衆国 | 1987年8月8日（37歳）   | BMC・レーシングチーム                     |                               |
| ジャスパー・ストゥイヴェン | ベルギー       | 1992年4月17日（32歳）  |                                           |                               |
| エドワード・テアンズ       | ベルギー       | 1991年4月30日（33歳）  | トップスポルト ヴラーンデレン・バロワーズ |                               |
| ボーイ・ファンポッペル     | オランダ       | 1988年1月18日（37歳）  |                                           |                               |
| リカルド・ツォイドル       | オーストリア   | 1988年4月8日（36歳）   |                                           | チーム・フェルベルメイヤー    |
| アイマル・スベルディア     | スペイン       | 1977年4月1日（47歳）   |                                           |                               |

| 2015年陣容                 | 2015年陣容       | 2015年陣容             | 2015年陣容                       | 2015年陣容                         |
| 選手名                     | 国籍             | 生年月日               | 前年所属チーム                   | 翌年所属チーム                     |
| -------------------------- | ---------------- | ---------------------- | -------------------------------- | ---------------------------------- |
| エウジェニオ・アラファーチ | イタリア         | 1990年8月9日（34歳）   |                                  |                                    |
| ジュリアン・アレドンド     | コロンビア       | 1988年7月30日（36歳）  |                                  |                                    |
| 別府史之                   | 日本             | 1983年4月10日（41歳）  |                                  |                                    |
| ジュリアン・ベルナール     | フランス         | 1992年3月17日（32歳）  | 8/1よりトレーニー                |                                    |
| マシュー・ブシェ           | アメリカ合衆国   | 1985年5月9日（39歳）   |                                  | ユナイテッドヘルスケア             |
| ファビアン・カンチェラーラ | スイス           | 1981年3月18日（43歳）  |                                  |                                    |
| マルコ・コレダーン         | イタリア         | 1988年8月22日（36歳）  | バルディアーニ・CSF              |                                    |
| ステイン・デヴォルデル     | ベルギー         | 1979年8月29日（45歳）  |                                  |                                    |
| ローラン・ディディエ       | ルクセンブルク   | 1984年7月19日（40歳）  |                                  |                                    |
| ファビオ・フェリーネ       | イタリア         | 1990年3月29日（34歳）  |                                  |                                    |
| マルケル・イリサール       | スペイン         | 1980年2月5日（45歳）   |                                  |                                    |
| ボブ・ユンゲルス           | ルクセンブルク   | 1992年9月22日（32歳）  |                                  | エティックス・クイックステップ     |
| ダニエル・マッコーネル     | オーストラリア   | 1985年8月9日（39歳）   | MTB出身                          | 未定                               |
| バウケ・モレマ             | オランダ         | 1986年11月26日（38歳） | ベルキン・プロサイクリング       |                                    |
| ジャコモ・ニッツォーロ     | イタリア         | 1989年1月30日（36歳）  |                                  |                                    |
| ヤロスラフ・ポポヴィッチ   | ウクライナ       | 1980年1月4日（45歳）   |                                  |                                    |
| グレゴリー・ラスト         | スイス           | 1980年1月17日（45歳）  |                                  |                                    |
| ヘイデン・ルールストン     | ニュージーランド | 1981年1月10日（44歳）  |                                  | 引退                               |
| フランク・シュレク         | ルクセンブルク   | 1980年4月15日（44歳）  |                                  |                                    |
| ジェシー・サージェント     | ニュージーランド | 1988年7月8日（36歳）   |                                  | AG2R・ラ・モンディアル             |
| ファビオ・シルヴェストレ   | ポルトガル       | 1990年1月25日（35歳）  |                                  | レオパルド・プロサイクリング       |
| ヘルト・ステーフマンス     | ベルギー         | 1980年9月30日（44歳）  | オメガファルマ・クイックステップ | 引退                               |
| ジャスパー・ストゥイヴェン | ベルギー         | 1992年4月17日（32歳）  |                                  |                                    |
| ダニー・ファン・ポッペル   | オランダ         | 1993年7月26日（31歳）  |                                  | チーム・スカイ                     |
| ボーイ・ファンポッペル     | オランダ         | 1988年1月18日（37歳）  |                                  |                                    |
| クリストフ・ファンデワル   | ベルギー         | 1985年4月5日（39歳）   |                                  | 未定                               |
| カルヴィン・ワトソン       | オーストラリア   | 1993年1月6日（32歳）   |                                  | アンポスト・チェーン・リアクション |
| リカルド・ツォイドル       | オーストリア     | 1988年4月8日（36歳）   |                                  |                                    |
| アイマル・スベルディア     | スペイン         | 1977年4月1日（47歳）   |                                  |                                    |

| 2014年陣容                 | 2014年陣容       | 2014年陣容            | 2014年陣容                           | 2014年陣容                 |
| 選手名                     | 国籍             | 生年月日              | 前年所属チーム                       | 翌年所属チーム             |
| -------------------------- | ---------------- | --------------------- | ------------------------------------ | -------------------------- |
| エウジェニオ・アラファーチ | イタリア         | 1990年8月9日（34歳）  | レオパード・トレック・コンチネンタル |                            |
| ジュリアン・アレドンド     | コロンビア       | 1988年7月30日（36歳） | チームNIPPO・デローザ                |                            |
| 別府史之                   | 日本             | 1983年4月10日（41歳） | オリカ・グリーンエッジ               |                            |
| マシュー・ブシェ           | アメリカ合衆国   | 1985年5月9日（39歳）  |                                      |                            |
| ファビアン・カンチェラーラ | スイス           | 1981年3月18日（43歳） |                                      |                            |
| ステイン・デヴォルデル     | ベルギー         | 1979年8月29日（45歳） |                                      |                            |
| ローラン・ディディエ       | ルクセンブルク   | 1984年7月19日（40歳） |                                      |                            |
| ファビオ・フェリーネ       | イタリア         | 1990年3月29日（34歳） | アンドローニ・ジョカットーリ         |                            |
| ダニーロ・ホンド           | ドイツ           | 1974年1月4日（51歳）  |                                      | 引退(スイスU23コーチ)      |
| マルケル・イリサール       | スペイン         | 1980年2月5日（45歳）  |                                      |                            |
| ボブ・ユンゲルス           | ルクセンブルク   | 1992年9月22日（32歳） |                                      |                            |
| ロベルト・キセルロフスキ   | クロアチア       | 1986年8月9日（38歳）  |                                      | ティンコフ・サクソ         |
| ジャコモ・ニッツォーロ     | イタリア         | 1989年1月30日（36歳） |                                      |                            |
| ヤロスラフ・ポポヴィッチ   | ウクライナ       | 1980年1月4日（45歳）  |                                      |                            |
| グレゴリー・ラスト         | スイス           | 1980年1月17日（45歳） |                                      |                            |
| ヘイデン・ルールストン     | ニュージーランド | 1981年1月10日（44歳） |                                      |                            |
| アンディ・シュレク         | ルクセンブルク   | 1985年6月10日（39歳） |                                      | 引退                       |
| フランク・シュレク         | ルクセンブルク   | 1980年4月15日（44歳） |                                      |                            |
| ジェシー・サージェント     | ニュージーランド | 1988年7月8日（36歳）  |                                      |                            |
| ファビオ・シルヴェストレ   | ポルトガル       | 1990年1月25日（35歳） | レオパード・トレック・コンチネンタル |                            |
| ジャスパー・ストゥイヴェン | ベルギー         | 1992年4月17日（32歳） |                                      |                            |
| ダニー・ファンポッペル     | オランダ         | 1993年7月26日（31歳） | ヴァカンソレイユ・DCM                |                            |
| ボーイ・ファンポッペル     | オランダ         | 1988年1月18日（37歳） | ヴァカンソレイユ・DCM                |                            |
| クリストフ・ファンデワル   | ベルギー         | 1985年4月5日（39歳）  | オメガファルマ・クイックステップ     |                            |
| イェンス・フォイクト       | ドイツ           | 1971年9月17日（53歳） |                                      | 引退（チームスタッフ就任） |
| カルヴィン・ワトソン       | オーストラリア   | 1993年1月6日（32歳）  | Team Jayco - AIS                     |                            |
| リカルド・ツォイドル       | オーストリア     | 1988年4月8日（36歳）  | グルメットファイン・シンプロン       |                            |
| アイマル・スベルディア     | スペイン         | 1977年4月1日（47歳）  |                                      |                            |

| 2013年陣容                 | 2013年陣容       | 2013年陣容     | 2013年陣容                           |
| 選手名                     | 国籍             | 生年月日       | 前年所属チーム                       |
| -------------------------- | ---------------- | -------------- | ------------------------------------ |
| ヤン・バークランツ         | ベルギー         | 1986年2月14日  |                                      |
| ジョージ・ベネット         | ニュージーランド | 1990年4月7日   |                                      |
| マシュー・ブッシュ         | アメリカ合衆国   | 1985年5月9日   |                                      |
| ファビアン・カンチェラーラ | スイス           | 1981年3月18日  |                                      |
| ローラン・ディディエ       | ルクセンブルク   | 1984年7月19日  |                                      |
| ステイン・デヴォルデル     | ベルギー         | 1979年8月29日  | ヴァカンソレイユ・DCM                |
| トニ・ガロパン             | フランス         | 1988年5月24日  |                                      |
| ベン・ヘルマンス           | ベルギー         | 1986年6月8日   |                                      |
| ダニーロ・ホンド           | ドイツ           | 1974年1月4日   | ランプレ                             |
| クリストファー・ホーナー   | アメリカ合衆国   | 1971年10月23日 |                                      |
| マルケル・イリサール       | スペイン         | 1980年2月5日   |                                      |
| ボブ・ユンゲルス           | ルクセンブルク   | 1992年9月22日  | レオパード・トレック・コンチネンタル |
| ベンジャミン・キング       | アメリカ合衆国   | 1989年3月22日  |                                      |
| アンドレアス・クレーデン   | ドイツ           | 1975年6月22日  |                                      |
| ロベルト・キセルロフスキ   | クロアチア       | 1986年8月9日   | アスタナ                             |
| ティアゴ・マシャド         | ポルトガル       | 1985年10月18日 |                                      |
| マキシム・モンフォール     | ベルギー         | 1983年1月14日  |                                      |
| ジャコモ・ニッツォーロ     | イタリア         | 1989年1月30日  |                                      |
| ネルソン・オリヴェイラ     | ポルトガル       | 1989年3月6日   |                                      |
| ヤロスラフ・ポポヴィッチ   | ウクライナ       | 1980年1月4日   |                                      |
| トーマス・ローレッガー     | オーストリア     | 1982年12月23日 |                                      |
| ヘイデン・ロールストン     | ニュージーランド | 1981年1月10日  |                                      |
| フランク・シュレク         | ルクセンブルク   | 1980年4月15日  |                                      |
| アンディ・シュレク         | ルクセンブルク   | 1985年6月10日  |                                      |
| ジェシー・サージェント     | ニュージーランド | 1988年7月8日   |                                      |
| イェンス・フォイクト       | ドイツ           | 1971年9月17日  |                                      |
| アイマル・スベルディア     | スペイン         | 1977年4月1日   |                                      |

| 2012年陣容                 | 2012年陣容       | 2012年陣容     | 2012年陣容               |
| 選手名                     | 国籍             | 生年月日       | 前年所属チーム           |
| -------------------------- | ---------------- | -------------- | ------------------------ |
| ヤン・バークランツ         | ベルギー         | 1986年2月14日  | オメガファーマ・ロット   |
| ダニエーレ・ベンナーティ   | イタリア         | 1980年9月24日  |                          |
| ジョージ・ベネット         | ニュージーランド | 1990年4月7日   | トレック・リブストロング |
| マシュー・ブッシュ         | アメリカ合衆国   | 1985年5月9日   | チーム・レディオシャック |
| ファビアン・カンチェラーラ | スイス           | 1981年3月18日  |                          |
| ローラン・ディディエ       | ルクセンブルク   | 1984年7月19日  | チーム・サクソバンク     |
| ヤコブ・フグルサング       | デンマーク       | 1985年3月22日  |                          |
| トニ・ガロパン             | フランス         | 1988年5月24日  | コフィディス             |
| リーヌス・ゲルデマン       | ドイツ           | 1982年9月16日  |                          |
| ベン・ヘルマンス           | ベルギー         | 1986年6月8日   | チーム・レディオシャック |
| クリストファー・ホーナー   | アメリカ合衆国   | 1971年10月23日 | チーム・レディオシャック |
| マルケル・イリサール       | スペイン         | 1980年2月5日   | チーム・レディオシャック |
| ベンジャミン・キング       | アメリカ合衆国   | 1989年3月22日  | チーム・レディオシャック |
| アンドレアス・クレーデン   | ドイツ           | 1975年6月22日  | チーム・レディオシャック |
| ティアゴ・マシャド         | ポルトガル       | 1985年10月18日 | チーム・レディオシャック |
| マキシム・モンフォール     | ベルギー         | 1983年1月14日  |                          |
| ジャコモ・ニッツォーロ     | イタリア         | 1989年1月30日  |                          |
| ネルソン・オリヴェイラ     | ポルトガル       | 1989年3月6日   | チーム・レディオシャック |
| ヤロスラフ・ポポヴィッチ   | ウクライナ       | 1980年1月4日   | チーム・レディオシャック |
| ヨースト・ポストヒュマ     | オランダ         | 1981年3月8日   |                          |
| トーマス・ローレッガー     | オーストリア     | 1982年12月23日 |                          |
| ヘイデン・ロールストン     | ニュージーランド | 1981年1月10日  | チーム・HTC - ハイロード |
| フランク・シュレク         | ルクセンブルク   | 1980年4月15日  |                          |
| アンディ・シュレク         | ルクセンブルク   | 1985年6月10日  |                          |
| ジェシー・サージェント     | ニュージーランド | 1988年7月8日   | チーム・レディオシャック |
| イェンス・フォイクト       | ドイツ           | 1971年9月17日  |                          |
| ローベルト・ヴァーグナー   | ドイツ           | 1983年4月17日  |                          |
| オリバー・ザウグ           | スイス           | 1981年5月9日   |                          |
| アイマル・スベルディア     | スペイン         | 1977年4月1日   | チーム・レディオシャック |

| 2011年陣容                 | 2011年陣容     | 2011年陣容     | 2011年陣容                             |
| 選手名                     | 国籍           | 生年月日       | 前年所属チーム                         |
| -------------------------- | -------------- | -------------- | -------------------------------------- |
| ダニエーレ・ベンナーティ   | イタリア       | 1980年9月24日  | リクイガス・ドイモ                     |
| ファビアン・カンチェラーラ | スイス         | 1981年3月18日  | チーム・サクソバンク                   |
| ウィリアム・クラーク       | オーストラリア | 1985年4月11日  | ジェネシス・ウェルス・アドヴァイザーズ |
| シュテファン・デーニフル   | オーストリア   | 1987年9月20日  | サーヴェロ・テストチーム               |
| ブリス・フェイユ           | フランス       | 1985年7月26日  | ヴァカンソレイユ                       |
| ヤコブ・フグルサング       | デンマーク     | 1985年3月22日  | チーム・サクソバンク                   |
| リーヌス・ゲルデマン       | ドイツ         | 1982年9月16日  | チーム・ミルラム                       |
| ドミーニク・クレメ         | ドイツ         | 1986年10月31日 | チーム・サクソバンク                   |
| アンダース・ルンド         | デンマーク     | 1985年2月14日  | チーム・サクソバンク                   |
| マキシム・モンフォール     | ベルギー       | 1983年1月14日  | チーム・HTC - コロンビア               |
| マーティン・モーテンセン   | デンマーク     | 1984年11月5日  | ヴァカンソレイユ                       |
| ジャコモ・ニッツォーロ     | イタリア       | 1989年1月30日  | 新人                                   |
| スチュアート・オグレディ   | オーストラリア | 1973年8月6日   | チーム・サクソバンク                   |
| マーティン・ペダーセン     | デンマーク     | 1983年4月15日  | フートン・セルベット                   |
| ブルーノ・ピレス           | ポルトガル     | 1981年5月15日  | バルボット - シペル                    |
| ヨースト・ポストヒュマ     | オランダ       | 1981年3月8日   | ラボバンク                             |
| トーマス・ローレッガー     | オーストリア   | 1982年12月23日 | チーム・ミルラム                       |
| フランク・シュレク         | ルクセンブルク | 1980年4月15日  | チーム・サクソバンク                   |
| アンディ・シュレク         | ルクセンブルク | 1985年6月10日  | チーム・サクソバンク                   |
| トム・スタムスナイダー     | オランダ       | 1985年5月15日  | ラボバンク                             |
| ダヴィデ・ヴィガノ         | イタリア       | 1984年6月12日  | チーム・スカイ                         |
| イェンス・フォイクト       | ドイツ         | 1971年9月17日  | チーム・サクソバンク                   |
| ローベルト・ヴァーグナー   | ドイツ         | 1983年4月17日  | スキル・シマノ                         |
| ファビアン・ヴェークマン   | ドイツ         | 1980年6月20日  | チーム・ミルラム                       |
| オリヴァー・ツァウグ       | スイス         | 1981年5月9日   | リクイガス・ドイモ                     |